# Willie Ritchie
Willie Ritchie, de son vrai nom Gerhardt Anthony Steffen, né le 13 février 1891 à San Francisco et mort le 24 mars 1975 à Burlingame (Californie), est un boxeur américain.

## Carrière
Il devient champion du monde des poids légers le 28 novembre 1912 en battant par disqualification au 16e round Ad Wolgast. Ritchie défend 3 fois son titre avant de s'incliner aux points contre Freddie Welsh le 7 juillet 1914.

## Distinction
- Willie Ritchie est membre de l'International Boxing Hall of Fame depuis 2004[2].